# Poilly (Marne)
Poilly ist eine französische Gemeinde mit 95 Einwohnern (Stand: 1. Januar 2022) im Département Marne in der Region Grand Est (vor 2016: Champagne-Ardenne). Sie gehört zum Arrondissement Reims und zum Kanton Dormans-Paysages de Champagne.

## Geographie
Poilly liegt etwa 16 Kilometer westsüdwestlich von Reims am Ardre. Umgeben wird Poilly von den Nachbargemeinden Tramery im Norden und Nordwesten, Treslon im Nordosten, Bouleuse im Osten und Nordosten, Aubilly im Südosten, Sarcy im Süden und Südosten, Ville-en-Tardenois im Südwesten sowie Lhéry im Westen und Südwesten.

## Bevölkerungsentwicklung
| Jahr                       | 1962 | 1968 | 1975 | 1982 | 1990 | 1999 | 2006 | 2018 |
| Einwohner                  | 57   | 60   | 53   | 67   | 93   | 96   | 85   | 95   |
| Quellen: Cassini und INSEE |      |      |      |      |      |      |      |      |

## Sehenswürdigkeiten
- Kirche Saint-Rémi aus dem 12. Jahrhundert, Monument historique seit 1919

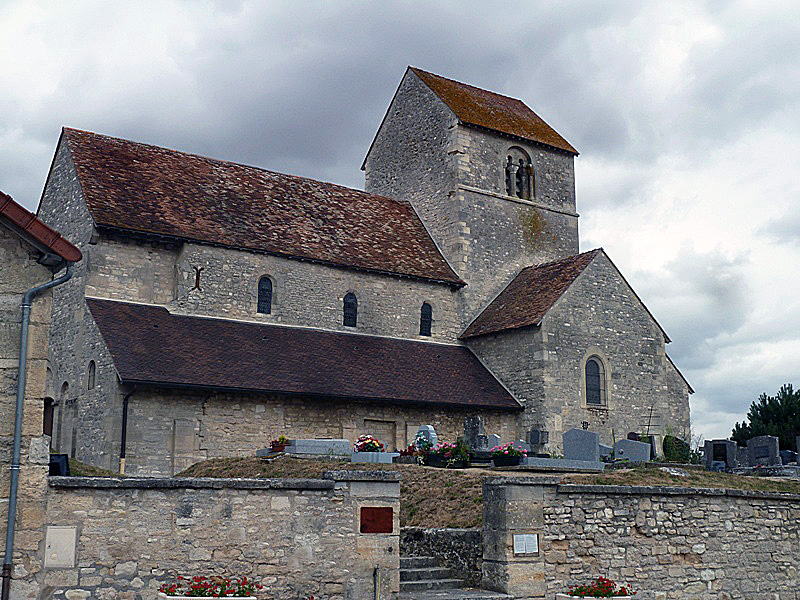
Kirche Saint-Rémi